# La Vierge sur le toit
Pour plus de détails, voir Fiche technique et Distribution.
La Vierge sur le toit (titre original : Die Jungfrau auf dem Dach) est un film américain en noir et blanc, en langue allemande, réalisé par Otto Preminger, sorti en 1953. 
Le film, tourné avec une distribution germanophone et la même équipe technique, est une version en allemand du film La Lune était bleue, sorti la même année et tourné par Otto Preminger.
Les deux films sont une adaptation de la pièce de théâtre The Moon Is Blue de F. Hugh Herbert (1951).

## Synopsis
Une actrice délurée rencontre un riche architecte au sommet de l'Empire State Building ; il l'invite à diner chez lui. Malheureusement, son ex-fiancée et son père s'invitent également à la soirée.

## Fiche technique
- Titre original : Die Jungfrau auf dem Dach
- Titre français: La Vierge sur le toit
- Titre américain : The Virgin on the Roof
- Réalisation : Otto Preminger
- Scénario : Carl Zuckmayer (dialogue)n d’après la pièce de théâtre The Moon Is Blue de F. Hugh Herbert (1951)
- Image : Ernest Laszlo
- Décors : Nicolai Remisoff
- Costumes : Don Loper (en)
- Musique : Herschel Burke Gilbert
- Paroles des chansons : Sylvia Fine
- Montage : Otto Ludwig, Ronald Sinclair
- Production : Otto Preminger
- Société de production : Otto Preminger Films
- Pays d'origine : États-Unis
- Langue : allemand
- Format : noir et blanc - 35 mm - 1,37:1 - son : Mono
- Genre : Comédie
- Durée : 90 minutes
- Dates de sortie : 
  - États-Unis : 16 décembre 1953
  - Allemagne de l'Ouest : 19 juin 1953 (Festival international du film de Berlin)
  - France : 12 mai 1954

## Distribution
- Hardy Krüger : Donald Gresham
- Johannes Heesters : David Slader
- Johanna Matz : Patty O'Neill
- Tom Tully : Michael O'Neill
- Dawn Addams : Cynthia Slader
- Fortunio Bonanova : le présentateur télé
- Gregory Ratoff : Chauffeur de taxi
- William Holden : un touriste
- Maggie McNamara : une touriste
- Otto Preminger : voix
- Sig Ruman